# Rivalité (film)
Pour les articles homonymes, voir Rivalité.
Pour plus de détails, voir Fiche technique et Distribution.
Rivalité (Slim) est un film américain réalisé par Ray Enright, sorti en 1937.

## Synopsis
Un ancien comédien prend sous son aile un jeune homme plein de bonne volonté mais des problèmes surgissent lorsqu'il lui présente sa petite amie.

## Fiche technique
- Titre original : Slim
- Titre français : Rivalité
- Réalisation : Ray Enright
- Scénario : William Wister Haines d'après son roman
- Photographie : Sidney Hickox
- Montage : Owen Marks
- Musique : Max Steiner
- Société de production : Warner Bros.
- Pays de production : États-Unis
- Format : Noir et blanc - 1,37:1 - Mono
- Genre : romance
- Durée : 85 minutes
- Date de sortie : 1937

## Distribution
- Pat O'Brien : Red Blayd
- Henry Fonda : Slim
- Stuart Erwin : Stumpy
- Margaret Lindsay : Cally
- J. Farrell MacDonald : Pop
- Dick Purcell : Tom
- Joe Sawyer : Wilcox
- Craig Reynolds : le joueur
- John Litel : Wyatt Ranstead
- Jane Wyman : la fille de Stumpy
- Joe King : Steve
- Walter Miller : Sam